# Gneu Papiri Carbó (cònsol 113 aC)
Gneu Papiri Carbó (en llatí Cneus Papirius Carbo) va ser un magistrat romà. Formava part de la gens Papíria, i era de la família dels Carbó.
Era fill del pretor Gai Papiri Carbó (Caius Papirius Carbo) i germà del cònsol Gai Papiri Carbó (Caius Papirius Carbo). Segons Ciceró va ser el pare de Gneu Papiri Carbó (Cneus Papirius CN. F. C. N. Carbo), però Gai Vel·lei Patercle el fa germà de Gai Papiri Carbó Arvina (Caius Papirius Carbo Arvina), encara que sembla que més aviat n'era el cosí (Fater patruelis). Va ser elegit cònsol l'any 113 aC junt amb Gai Cecili Metel Caprari i en el seu consolat els cimbres van entrar a la Gàl·lia, Itàlia i Il·líria i Carbó, enviat contra ells, en va haver de fugir amb tot l'exèrcit després de ser derrotat en la batalla de Nòrica.
Després va ser acusat per Marc Antoni l'orador per raons desconegudes i es va suïcidar bevent una solució de vidriol cap a l'any 112 aC.
Hi ha descendència Carbo fins a l'actualitat.